# 珍しいキノコ舞踊団
珍しいキノコ舞踊団（めずらしいキノコぶようだん、英語：Strange Kinoko Dance Company）は、日本のダンスカンパニー。原則的に女性のみで構成されている。

## 概要
1989年に日本大学芸術学部の西洋舞踊コースに在籍していた伊藤千枝（主宰）、小山洋子、山下三味子により結成される。劇場公演では、休憩中にエントランスなどでもパフォーマンスを行い、「ポップでキュートな」と評されるオリジナリティあふれる作品は国内外で人気を博している。劇場公演のみに留まらず、カフェや美術館の庭などでの空間パフォーマンスや、ワークショップを精力的に開催している。2014年に「コンテンポラリー・ダンス卒業」を宣言した。
自身のダンス作品以外にも、ナイロン100℃やシティボーイズライブをはじめとする演劇公演、映画、テレビ番組・CMなど・他団体、作品の振付も多く行っている。
2019年4月30日（平成31年4月30日）に、解散を宣言。伊藤千枝は本名の伊藤千枝子に改名し、振付家、演出家、ダンサーとして今後も活動を続ける旨を発表した。

## 主な作品
- 「散歩するみたいに。」（1990年　第一回公演・アートボックスホール）
- 「will be, will be」（1992年　ガーディアン・ガーデン演劇フェスティバル）
- 「これを頼りにしないで下さい。」（1993年　シードホール）
- 「私たちの家」（1998年　ラフォーレミュージアム原宿、高松市美術館、神戸アートビレッジセンター）
- 「フリル（ミニ）」（2000年　麻布十番デラックス、フランス・アヴィニヨン演劇フェスティバル）
- 「FLOWER PICKING」（2004年　びわ湖ホール、ホテルクラスカ）
- 珍しいキノコ舞踊団×plaplax 「The Rainy Table」 （山口情報芸術センター、シアタートラム）
- 「私が踊るとき」（2010年　世田谷パブリックシアター）
- 「20分後の自分と。」（2010年　3331アーツ千代田屋上）
- 「ホントの時間」（2012年　世田谷パブリックシアター）
- 「動物の○」（2012年　VACANT、神戸アートビレッジセンター）
- 「金色時間、フェスティバルの最中。」（2014年　世田谷パブリックシアター）
- 「珍しいキノコ御膳　美味しゅうございます」（東京芸術劇場シアターイースト、シアタートラム）

## 主な海外公演
- 2001年　アヴィニヨン演劇フェスティバル（フランス・アヴィニヨン）
- 2004年　TOKYO STYLE IN STOCKHOLM（スウェーデン・ストックホルム）
- 2006年　オーストラリア-日本ダンスエクスチェンジ（オーストラリア・メルボルン、シドニー、マレーシア・クアラルンプール）
- 2008年　ジャパン！カルチャー＋ハイパーカルチャー（アメリカ・ワシントンDC）
- 2008年　KITA!! : Japanese Artists Meet Indonesia（インドネシア・ジャカルタ、バンドン、ジョグジャカルタ）

他多数

## 映画・ドラマ
- めがね（2007年、「メルシー体操」振付）
- 2クール（2008年、振付）
- パンとスープとネコ日和（2013年、振付）

他多数

## CM
- サントリー「ニチレイアセロラドリンク」（2010年〜、振付および出演、仲里依紗、光浦靖子と共演）
- アサヒビール「ブルーラベル　爽快人間篇」（2011年、西村雅彦、谷原章介、相武紗季出演、振付）
- アップガレージ「ダンス篇、マスク篇」（2011年、ドリフトエンジェルス出演、振付）
- アップガレージ「あっぷっぷっぷアップガレージ」（2012年、ドリフトエンジェルス出演、振付）
- ミスタードーナツ「ジンジャーリング」（2012年、スマイレージ出演、振付）
- ソフトバンク「バリバリバンバン」（2013年、ゴールデンボンバー出演、振付）
- 日清カップヌードル「氷いれすぎた篇」（2013年、水原希子
- 大東建託「いい部屋ネット」（2014年〜 、桜井日奈子　他出演、振付）
- ソフトバンク「ホークス日本一篇」「いい買物の日篇」（2015年、振付）
- サトウ食品「いっぽん応援団篇」（2015年、Negicco出演、振付）
- クラシエ薬品「葛根湯」（2016年、チャラン・ポ・ランタン出演、振付）
- 旭化成ホームプロダクツ「フロッシュ」ノンアル・ダンス篇（2016年、振付）

他多数

## TV
- ドレミノテレビ（NHK教育 （現：NHK Eテレ）、2003年、振付）
- おかあさんといっしょ「ショキ ショキ チョン」（NHK Eテレ、2012年、振付）
- しまじろうのわお！（テレビ東京、振付・出演）
- Be ポンキッキーズ（フジテレビ・BSフジ、振付・レギュラー出演）
- すくすくぽん！（東海テレビ、振付・レギュラー出演）

他多数

## PV
- UA「黄金の緑」(2007年、振付）
- miwa「ヒカリヘ」(2012年、振付)
- ファンキーモンキーベイビーズ「LIFE IS A PARTY」（2013年、振付）
- UA「AUWA」（2016年、振付・出演）

他多数

## ライヴ振付
- チームしゃちほこ「OEOEO」
- チームしゃちほこ「いいくらし」
- チームしゃちほこ「SPACEひつまぶし」
- チームしゃちほこ「NIGI2 WONDERLAND」
- 私立恵比寿中学「チュパカブラ」
- 私立恵比寿中学「アパレルダーV」
- 私立恵比寿中学「ゼッテーアナーキー」
- 東京パフォーマンスドール「青空のハイウェイ」

他多数